# Colin Chapman

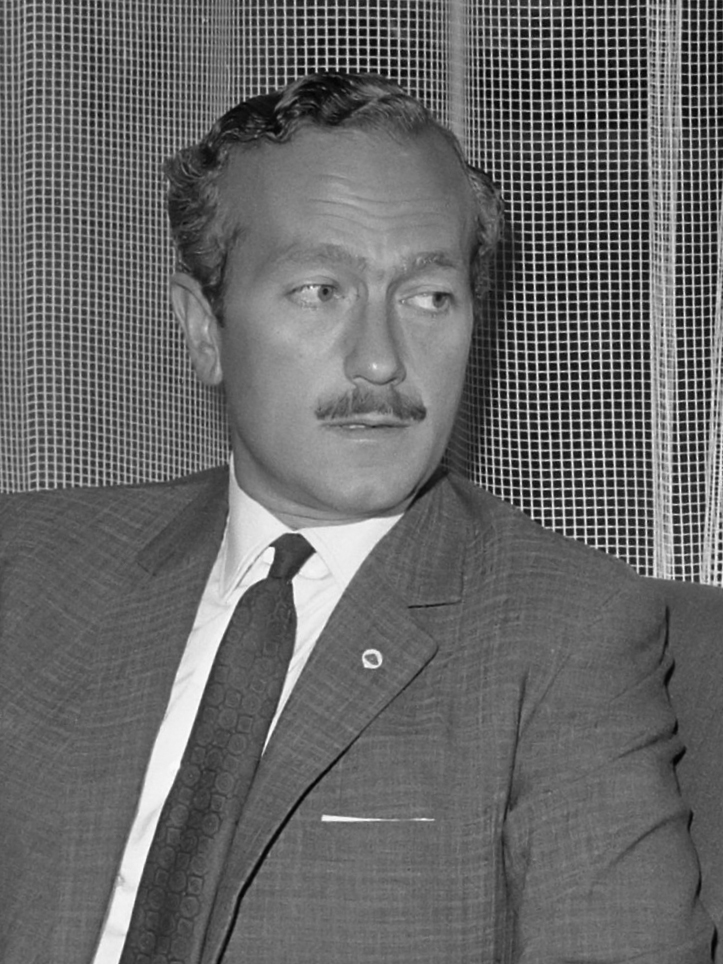
Colin Chapman (1965)

Anthony Colin Bruce Chapman CBE (Londen, 19 mei 1928 – East Carleton, 16 december 1982) was een Brits ontwerper, uitvinder, oprichter van Lotus Cars en team-eigenaar van Team Lotus; een renstal die in de jaren zestig en zeventig van de 20e eeuw grote successen boekte in de Formule 1.

## Biografie
Kort na de Tweede Wereldoorlog ging Chapman Structural Engineering studeren aan het University College London. Op het chassis van een Austin 7 bouwde hij als student de sportwagen Lotus Mark I, met aangepaste achterwielophanging en een lichtgewichtcarrosserie van aluminiumplaat en multiplex. Tijdens zijn diensttijd bij de Royal Air Force bouwde hij de Lotus Mark II, ook gebaseerd op de Austin 7 maar nu met een buizenchassis.
In 1952 richtte hij Lotus Cars op, een bedrijf dat sportwagens maakte. In het begin leidde hij het bedrijf in zijn vrije tijd. Twee jaar later heeft hij het raceteam van Lotus in het leven geroepen. Het eerst productie-exemplaar was de kitcar Lotus Mark IV, een lichtgewicht sportwagen met een spaceframe om de wagen zo licht mogelijk te maken.
Zijn kennis van luchtvaarttechniek zou leiden tot de baanbrekende innovaties in de autosport. Zijn ontwerpfilosofie richtte zich op het maken van auto's met een laag gewicht en een goede wegligging, in plaats van zich te concentreren op het toevoegen van paardenkrachten. Hij maakt voor het eerst furore als fabrikant van racewagens met de Lotus Mark 8. Na de successen met de Mark 8, stapte Lotus in 1958 in in de Formule 1 met de Lotus 12.
Onder Chapmans leiding won Team Lotus tussen 1962 en 1978 zeven wereldtitels bij de constructeurs en zes wereldtitels bij de rijders. Lotus won ook de Indianapolis 500. Lotus Cars produceerde tientallen, relatief betaalbare sportwagens en is een van de weinige Engelse sportwagenfabrikanten die nu nog bestaat.
Chapman was vanaf 1978 ook betrokken bij de ontwikkeling van de DMC-12 van de Amerikaanse DeLorean Motor Company, de beroemde sportwagen met heckmotor en vleugeldeuren. Chapman overleed in 1982 op 54-jarige leeftijd aan een hartinfarct.